# Atibaia
 (septembre 2024).
Si vous disposez d'ouvrages ou d'articles de référence ou si vous connaissez des sites web de qualité traitant du thème abordé ici, merci de compléter l'article en donnant les références utiles à sa vérifiabilité et en les liant à la section « Notes et références ».
Atibaia est une ville brésilienne de l'État de São Paulo. Sa population était estimée à 129 751 habitants en 2006. La municipalité s'étend sur 478 km2.

## Démographie
| Évolution de la population (municipalité) | Évolution de la population (municipalité) | Évolution de la population (municipalité) | Évolution de la population (municipalité) |
| Année                                     | Population                                |                                           | %±                                        |
| ----------------------------------------- | ----------------------------------------- | ----------------------------------------- | ----------------------------------------- |
| 1920                                      | 24 674                                    |                                           |                                           |
| 1940                                      | 19 345                                    |                                           | −21,6%                                    |
| 1950                                      | 18 130                                    |                                           | −6,3%                                     |
| 1960                                      | 23 380                                    |                                           | 29,0%                                     |
| 1970                                      | 36 838                                    |                                           | 57,6%                                     |
| 1980                                      | 57 820                                    |                                           | 57,0%                                     |
| 1991                                      | 86 336                                    |                                           | 49,3%                                     |
| 2000                                      | 111 300                                   |                                           | 28,9%                                     |
| 2010                                      | 126 603                                   |                                           | 13,7%                                     |
| 2022                                      | 158 647                                   |                                           | 25,3%                                     |
| ,                                         |                                           |                                           |                                           |